# Alexeï Nikolaïevitch Loutski
Alexeï Nikolaïevitch Loutski (10 février 1883 (22 février dans le calendrier grégorien), Kozlov - 28 (29 ?) mai 1920, gare de Mouriavov-Amourski, près de la ville d'Iman, oblast de Primorié), était un officier du renseignement russe et soviétique, révolutionnaire, participant à la guerre civile russe en Sibérie et au Primorié, communiste et bolchevik.

## Biographie

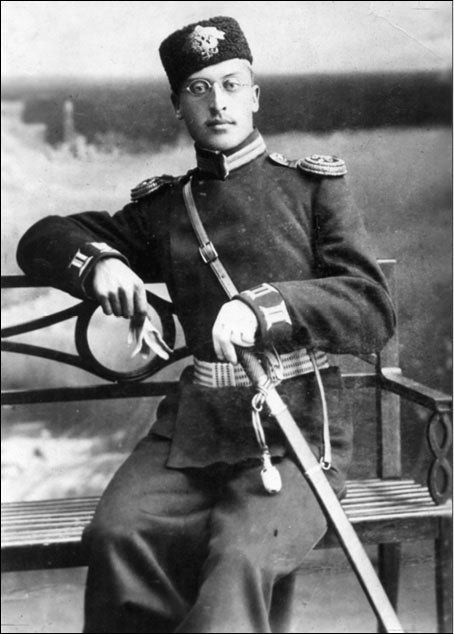
Alexeï Nikolaïevitch Loutski

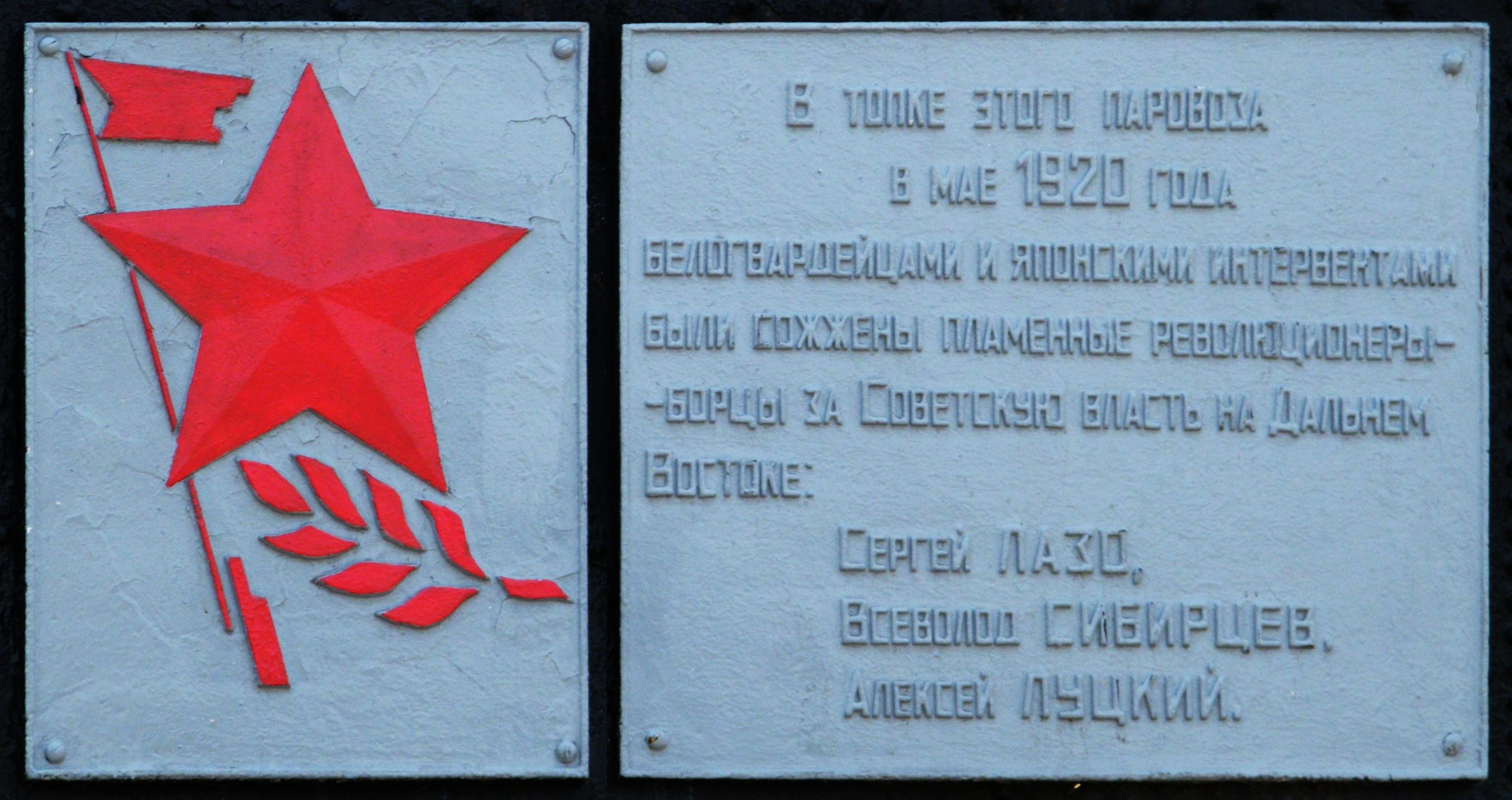
Plaque commémorative sur la locomotive à vapeur EL−629

Alexeï Loutski(on trouve parfois la variante Loutskoï) est né dans la ville de Kozlov, gouvernementde Tambov, dans la famille d'un évaluateur collégial, petit-fils du décembriste Alexandre Loutski. Il avait 7 frères et sœurs .
Avant la Révolution d'Octobre, il est diplômé de l'école théologique de Riazan et a étudié au séminaire théologique de Riazan . En 1904, il est diplômé de l'école militaire de Tiflis et a servi dans le régiment de Nesvij. En janvier 1905, au sein d'une compagnie de marche, il fut envoyé en Mandchourie et participa à la bataille de Mukden. Après avoir obtenu son diplôme du département japonais des cours militaires de l'institut oriental de Vladivostok, il a été envoyé à Tokyo pendant deux ans : « pour approfondir ses études sur la morale japonaise, la langue japonaise et se familiariser avec l'organisation et les méthodes des activités de renseignement japonaises ». En 1914, en tant que spécialiste du renseignement, il sert au quartier général du district militaire d'Irkoutsk . À partir d'août 1917, il est chef du département de contre-espionnage de Harbin, avec grade de capitaine d'état-major. Établissement de contacts non officiels avec certains officiers du département russe de l'état-major japonais.
Après la Révolution de Février, Loutski commença à collaborer activement avec les bolcheviks. Depuis août 1917, il devient chef du contre-espionnage dans la zone d'exclusion du chemin de fer chinois de l'Est (CER).
Après la révolution d'Octobre, en novembre 1917, il devint membre du Conseil des députés ouvriers et soldats de Harbin et, en décembre, Loutski fut nommé commissaire de l'emprise du CER. En janvier-septembre 1918, il travaille dans le travail militaire de Centrosibérie : chef d'état-major et en même temps chef du renseignement du district militaire. Fin 1918, il fut arrêté par les gardes blancs et resta en prison pendant plus d'un an.

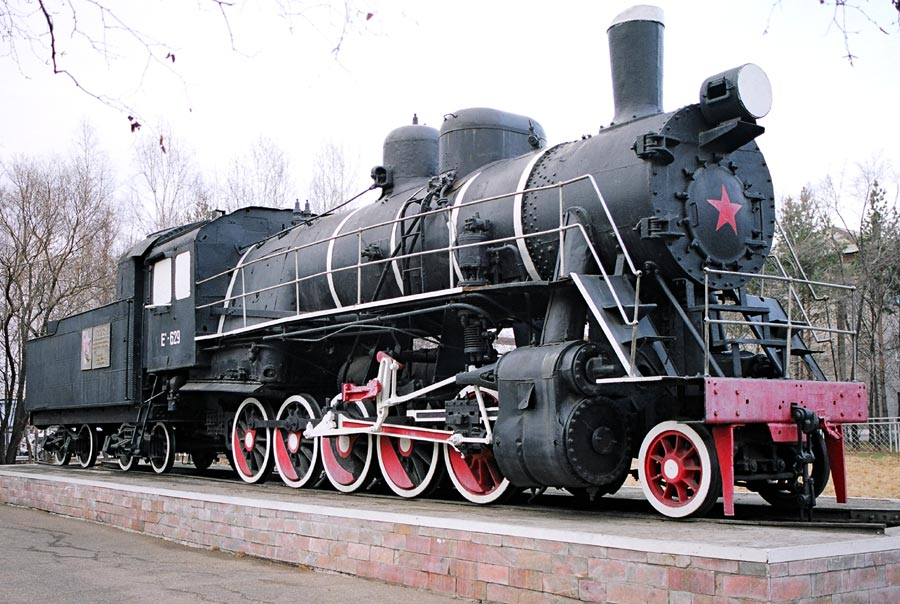
La locomotive à vapeur EL−629, avec le fourneau de laquelle ont été brûlés A. Loutski, S. Lazo et V. Sibirtsev, a été érigée en monument à la gare d'Oussouriïsk en 1972.

Depuis février 1920, Alexeï Loutski est devenu membre du Conseil militaire du gouvernement provisoire du Conseil régional du Zemstvo du Primorié dans la ville de Vladivostok. Le 5 avril 1920, des interventionnistes japonais l'arrêtèrent avec Sergueï Lazo et Vsevolod Sibirtsev. On sait que lors de la manifestation du 1er mai, des demandes ont été faites pour la libération des membres détenus du Conseil militaire. Les Japonais remirent tous les trois aux gardes blancs de Botchkariov . Fin mai, Loutski, Sibirtsev et Lazo ont été abattus et leurs cadavres ont été brûlés dans le four d'une locomotive . Selon d'autres sources, Lazo, Loutski et Sibirtsev auraient été brûlés vifs.
Des rues de Vladivostok et de certaines autres localités portent le nom d'Alexeï Loutski.

## Famille

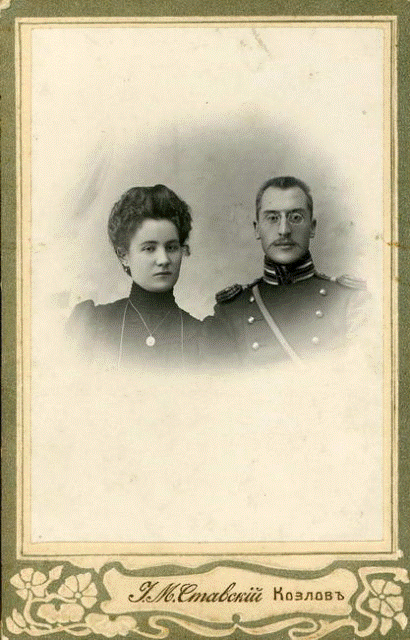
Loutski avec sa femme

- Père - Nikolaï Konstantinovitch Loutski (?—?);
- Mère - Natalia Sergueïevna Loutskaïa(?—?).
- Épouse - Ielena Iakovlevna Chishkina (?—?).
  - Fils - Boris (1906-?), né à Moscou.
  - Fils - Ievgueni (1907-1991), docteur ès arts, professeur à l'Institut d'histoire et d'archives depuis 1947, chef du département des disciplines historiques auxiliaires.
- Sœur - Catherine (26 octobre 1871—?) [2] ;
- Sœur - Maria (8 novembre 1872—?) [2]
- Sœur - Glafira (20 février 1874—?) [2]
- Frère - Anatoly (27 mars 1875—?) [2]
- Sœur - Olga (8 novembre 1877—?) [2]
- Sœur - Alexandra (10 janvier 1879—?) [2]
- Frère - Sergueï (18 mars 1880—?) [2]